# タイグ・バーン
タイグ・バーン（Tadhg Beirne、1992年1月8日 - ）は、ユナイテッド・ラグビー・チャンピオンシップ、マンスターに所属するラグビーユニオン選手。

## プロフィール
- アイルランド・イーズタウン出身。
- ポジションはロック(LO)。
- 身長 198cm、体重 113kg
- U20アイルランド代表に選ばれたことがある[1]。
- アイルランド代表キャップは36（2022年11月現在）でラグビーワールドカップ2019のアイルランド代表に選ばれた[2]。
- ブリティッシュ・アンド・アイリッシュ・ライオンズに選ばれたことがある[3]。

## 略歴
レンスター、スカーレッツを経て、2018年、マンスターに加入。 

## 受賞歴
- ワールドラグビー男子15人制ドリームチーム:2022年[5]